# Torre d'en Roig (Xert)
La Torre d'en Roig, és una de les diverses  torres de sentinella que es troben disseminades al llarg del terme municipal de Xert, a la comarca del Baix Maestrat. Es pot accedir per la carretera Xert-pedania d'en Roig, aproximadament a un quilòmetre de distància, girant a la dreta.
Tot i estar catalogada, per declaració genèrica, com Bé d'interès cultural, no presenta inscripció ministerial, encara que sí que té un codi identificador: 12.03.052-006.
Actualment la torre està pràcticament soterrada a causa del rebliment del terreny que es va anar fent amb el temps, amb la intenció de guanyar superfície. Així, de la porta principal només queda a la vista la llinda.
La datació de la torre és difícil però pot aventurar que és de l'època islàmic medieval.